# Скіфо-македонська війна
Скіфо-македонська війна — восени 331 р. до н. е., зібравши свою армію, намісник  Олександра Македонського в Фракії Зопіріон виступив у похід проти скіфів. Вторгшись в їх володіння спочатку Зопіріон зробив спробу оволодіти Ольвією. Слід зазначити що з середини V ст. до н. е.. між ольвіополітами і скіфами існував тісний військово-оборонний союз. Тому можна припускати, що з захопленням міста Зопіріон розраховував позбавити кочівників важливого для них союзника в боротьбі з македонською армією. Крім того, оволодіння Ольвією забезпечував македонському полководцю міцний тил під час подальшого просування в Скіфію. 
Наближення македонської армії застало ольвіополітів зненацька. Імовірно Хоча більша частина населення змогла вивести своє майно з околиць до міста і сховатися за його стінами, частина жителів все ж потрапили до рук македонян. У наш час при розкопках Ольвії біля її західних воріт виявлена велика братська могила, що відноситься до часу облоги міста Зопіріона. У ній знаходилися скелети приблизно п'ятдесяти молодих людей і дітей, побитих камінням і розстріляних з луків, на двох з яких були надіті залізні ланцюги. Щодо цього поховання дослідники висувають дві версії, згідно першої це рештки зрадників які хотіли здати місто македонцям. Ця версія досить правдоподібна через те, що ольвіополіти і македонці, були греками та мали схожу культуру, тож бажання деяких мешканців здати місто без бою є досить імовірним (не виключено що деякі з них мали македонське походження). Згідно другої версії македонці намагалися скористатися захопленням заручників для того, щоб змусити ольвіополітів здатися.В разі відмови містян скласти зброю вони імовірно погрожували стратити полонених. Коли ж ольвіополіти відкинули цей ультиматум, македонці привели свою загрозу у виконання. Незважаючи на це Зопіріон, очевидно, розраховував швидко захопити місто. Як це часто буває, облога призвела до розбратів серед заможної частини містян і міською біднотою. На плечі останньої найбільшою мірою лягали тяготи облоги, що не могло не викликати її невдоволення.
Однак у цей критичний момент знайшовся один містянин на ім'я Калліник син Евксена, він був блискучим оратором. Ким він був, невідомо. Але йому вдалося переконати містян прийти до згоди і об'єднати сили для захисту улюбленого міста. Щоб збільшити свої сили, ольвіополіти звільнили рабів і дарували права громадянства неповноправним жителям, метекам. Калліник також, очевидно, виступив ініціатором укладення нового оборонного союзу Ольвії зі скіфами. Пізніше, після звільнення міста ольвійський народ нагородив його за подвиги по захисту поліса. Був виданий спеціальний декрет, Калліник отримав величезну грошову суму в 1000 золотих монет, і на його честь поставили бронзову статую. Виконуючи союзницькі зобов'язання, скіфське військо виступило на захист Ольвії. Чутки про його наближення налякали Зопіріона і він вирішив згорнути облогу міста і почати відступ, але через пересічену місцевість Причорномор'я втекти від скіфського війська не вдалося. Зопіріон був змушений дати бій, запеклий бій закінчився повною перемогою скіфів і знищенням війська Зопіріона. Долю своїх воїнів розділив і сам македонський воєначальник Зопіріон. 
Потім скіфи розорили місто Ніконій, що служив базою для македонських військ. Руйнація македонського війська, що стала можливою в результаті спільних дій скіфів і ольвіополітів, виробила в підкорених македонянами землях ефект вибуху бомби. Безпосереднім результатом цієї поразки стало масове повстання на південь від Дунаю фракійських племен. Його очолив Севт, представник поваленої македонянами династії Одрісів. У пошуках союзників проти македонян Севт звернувся за допомогою до Афін, запропонувавши афінянам укласти військовий союз проти спільного ворога. Хоча відомостей про те, був укладений цей союз чи ні, не збереглося, позиції македонян були надзвичайно ослаблені поразкою Зопіріона. Повернути під свій контроль більшу частину Фракії наміснику Олександра в Македонії Антипатру так і не вдалося. У наступних після поразки Зопіріона події у Фракії та Греції скіфи не брали абсолютно ніякої участі, тому що не бажали захоплювати чужі землі маючи в своєму володінні величезну територію північніше Чорного моря. Тому Скіфи направили до Олександра Македонського посольство з мирними пропозиціями, яке й уклало мир між  Скіфією і Ольвією з одного боку і Македонією з іншого.

## Джерело
- Північне Причорномор'я за доби еллінізму
- Скіфо-сарматська доба у первісній, історії України
- Від Ольвії до Пантікапею
- Одеський музей нумізматики
- Скифы: исчезнувшие владыки степей
- Истрия и Ольвия на весах судьбы Зопириона
- СКИФЫ
- ВОЕННОЕ ДЕЛО КИММЕРИЙЦЕВ, СКИФОВ…
- Северное Причерноморье в III–II вв. до н.э.
- Скифы: расцвет и падение великого царства
- СКИФИЯ
- АЛЕКСАНДР МАКЕДОНСЬКИЙ
- Северное Причерноморье II в. до н.э.—II в. н.э.